# Cisnădie
Cisnădie (tyska Heltau, ungerska Nagydisznód) är en stad i Transsylvanien i Rumänien. Vid 2011 års folkräkning hade staden 14 282 invånare.

## Kända personer från Cisnădie
- Gheorghe Ucenescu, kompositör